# Mekbuda

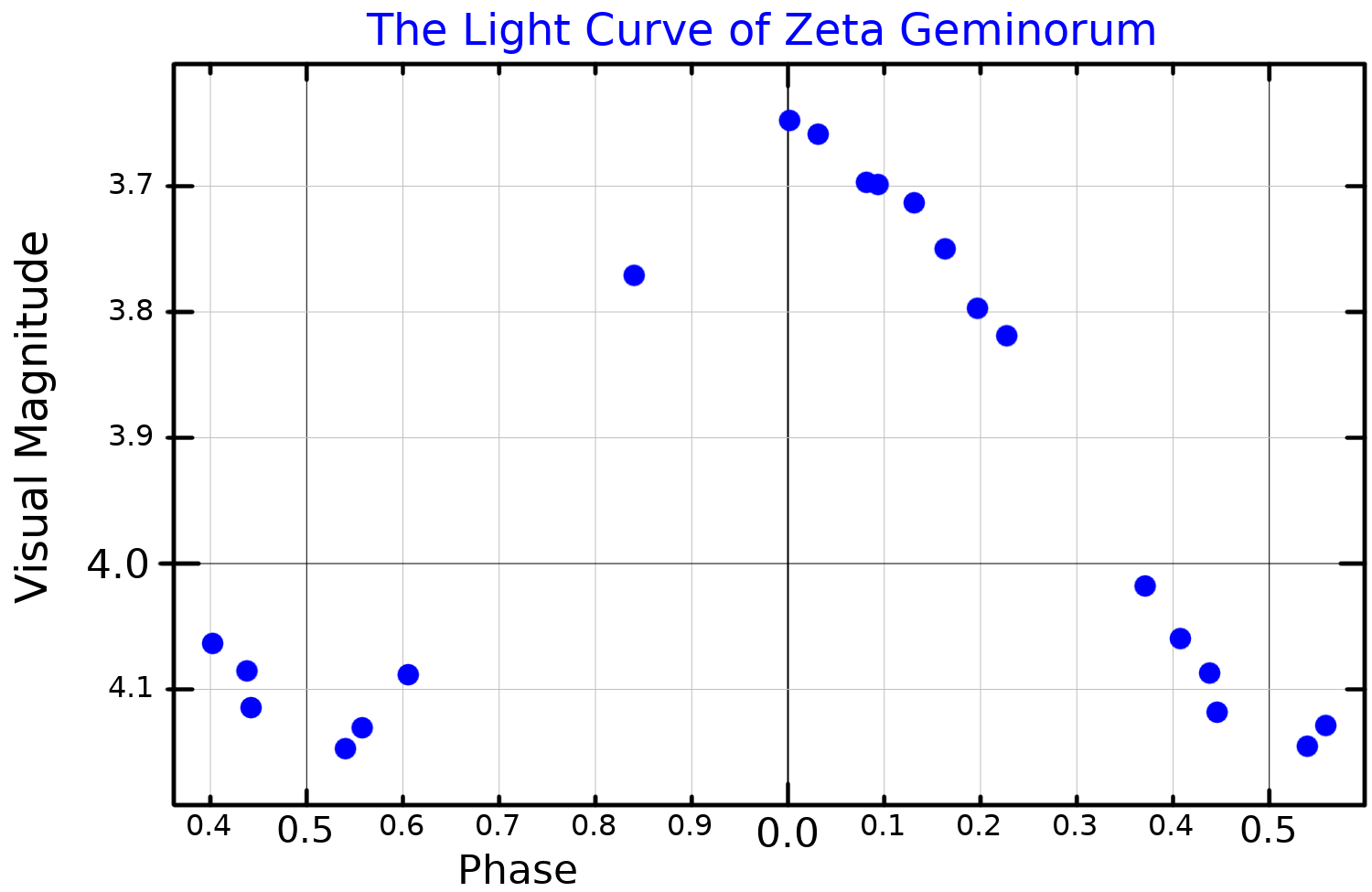
De lichtkromme van Mekbuda

Mekbuda (zeta Geminorum) is een ster in het sterrenbeeld Tweelingen (Gemini).

## L of boogvormig telescopisch asterisme
Op ongeveer anderhalve graad ten zuidzuidwesten van Mekbuda is een L of boogvormig telescopisch asterisme te vinden. De lucida of helderste ster in dit asterisme is HD 52525.